# Burak Yeter
Burak Yeter (Trebisonda, 5 maggio 1982) è un disc jockey e produttore discografico turco.

## Biografia
Burak Yeter ha rilasciato dichiarazioni diverse sul suo luogo di nascita. Sul suo sito ha detto di essere nato ad Amsterdam, nei Paesi Bassi, mentre nelle interviste ha affermato di essere nato a Trebisonda, in Turchia.
Ha sviluppato un interesse per la musica in giovane età e ha imparato a suonare il piano classico all'età di 5 anni. All'età di 8 anni, ha iniziato a suonare la chitarra. Dopo essersi laureato in ingegneria civile all'Università di Akdeniz, Burak si è stabilito a Londra e ha conseguito il master in ingegneria del suono presso l'Istituto SAE.
L'album di debutto di Yeter, For Action, è stato pubblicato sotto l'etichetta discografica DSM nel 2005; è il suo primo album d'esordio da solista. Il suo secondo album For Message Volume 2, è stato pubblicato nel 2007. Nel 2008 ha firmato un contratto con l'azienda Pioneer, nominando Burak Yeter come CEO del progetto Connection Records DJ School.
Nel 2010 Yeter ha vinto il Best New Remix Award al 16° Kral TV Annual Music Awards con il suo remix della canzone di Ajda Pekkan, Oyalama Beni. Gli è stato anche assegnato il premio Best Newcomer nella categoria Producer & DJ. Nel 2012 ha vinto il premio Best Remix nel 18° Kral TV Annual Music Awards con un altro remix di Ajda Pekkan, Arada Sırada. Lo stesso anno, ha pubblicato il suo album remix, Blue. Nel 2013 ha pubblicato il singolo Storm ad Amsterdam. La canzone ha raggiunto i primi 100 posti nelle classifiche musicali a livello internazionale.
Nel 2016 ha pubblicato il  singolo Happy su Spinnin' Records, dove la canzone è stata votata come miglior canzone della settimana nella Spinnin' Talent Pool, seguita dal singolo Tuesday che ha raggiunto la top 10 in più paesi europei, vincendo due dischi di platino in Austria ed in Germania ed uno in Svizzera. Nel 2018 ha realizzato il singolo My Life Is Going On che è stato utilizzato per i titoli di testa della serie televisiva spagnola La casa di carta. Nel 2019 pubblica il singolo Friday Night che vede la partecipazione non accreditata della cantante italiana Elodie.
L'8 febbraio 2022 è stato annunciato, in coppia con Alessandro Coli, come uno dei 9 "Big" partecipanti a Una voce per San Marino 2022, festival musicale che avrebbe selezionato il rappresentante sanmarinese all'Eurovision Song Contest 2022 a Torino. Il successivo 19 febbraio 2022 la coppia ha partecipato a tale festival, classificandosi al secondo posto.

### Classifica Top 100 DJ Mag
Classifica annuale stilata dalla rivista DJ Magazine:
- 2020: #89
- 2021: #82

## Discografia

### Album in studio
- 2005 – For Action Volume 1 (DSM)
- 2007 – For Message Volume 2 (DSM)
- 2012 – Blue (Connection Records)

### Singoli
- 2012 – Mr. International (feat. Hot Rod)
- 2013 – Storm
- 2014 – Summer Time (feat. Jimmie Wilson)
- 2014 – Power
- 2014 – Speed of Light (feat. Dawn Richard)
- 2014 – Pop of House
- 2014 – Voynich
- 2015 – Kingdom Falls
- 2016 – Reckless (feat. Delaney Jane)
- 2016 – Happy
- 2016 – Tuesday
- 2016 – Go
- 2017 – GO 2.0 (feat Ryan Riback)
- 2017 – Echo
- 2018 – Crash
- 2018 – My Life Is Going On (feat Cecilia Krull)
- 2019 – Friday Night (feat. Elodie)
- 2020 – Space
- 2020 – Just Miss Love (Benny Benassi & Burak Yeter (feat. Saint Wilder)
- 2020 – Fly Away (feat. Emie, Ljusja Čebotina & Everthe8)
- 2020 – Teenage Runaway
- 2020 – Body Talks
- 2021 – Sing Along
- 2022 – Too Good